# Cantón de Chailland
El cantón de Chailland era una división administrativa francesa, que estaba situada en el departamento de Mayenne y la región de Países del Loira.

## Composición
El cantón estaba formado por nueve comunas:
- Andouillé
- Chailland
- Juvigné
- La Baconnière
- La Bigottière
- La Croixille
- Saint-Germain-le-Guillaume
- Saint-Hilaire-du-Maine
- Saint-Pierre-des-Landes

## Supresión del cantón de Chailland
En aplicación del Decreto nº 2014-209 de 21 de febrero de 2014, el cantón de Chailland fue suprimido el 22 de marzo de 2015 y sus 9 comunas pasaron a formar parte del nuevo cantón de Ernée.